# Altizide
Altizide là một thuốc lợi tiểu thiazide. Kết hợp với spironolactone, nó được bán dưới tên thương hiệu Aldactacine và Aldactazine bởi Pfizer và các tên gọi khác của các công ty khác.